# Cladonia penicillata
Cladonia penicillata är en lavart som först beskrevs av Vain., och fick sitt nu gällande namn av Ahti & Marcelli. Cladonia penicillata ingår i släktet Cladonia och familjen Cladoniaceae.   Inga underarter finns listade i Catalogue of Life.